# Gare de Nakanojō
La gare de Nakanojō (中之条駅, Nakanojō-eki) est une gare ferroviaire japonaise du bourg de Nakanojō, dans la préfecture de Gunma. La gare est gérée par la East Japan Railway Company (JR East).

## Situation ferroviaire
La gare de Nakanojō est située au point kilométrique (PK) 19,8 de la ligne Agatsuma.

## Histoire
La gare a été inaugurée le 5 août 1945.

## Service des voyageurs

### Accueil
La gare dispose d'un bâtiment voyageurs, avec guichets, ouvert tous les jours.

### Desserte
- Ligne Agatsuma :
  - voie 1 : direction Shibukawa et Takasaki
  - voies 2 et 3 : direction Naganohara-Kusatsuguchi et Ōmae